# Уктус (река)
Укту́с (Иктус, Уктуска, Укту́сска, в верховье Тёплая) — река в Екатеринбурге, в прошлом — правый приток реки Исеть, в настоящее время — реки Шиловка (приток Патрушихи). Длина — 9,3 км (с Тёплой), площадь водосборного бассейна — 44,4 км².

## Происхождение названия
Существует несколько версий происхождения топонима «Уктус».
Второй слог «тус» в переводе с манси значит — «рот», или в переносном смысле — «устье». Первый же слог, возможно, имя собственное.
По-другому объясняют происхождение названия краеведы А. Ф. Теплоухов и А. А. Афиногенов. Основываясь на том, что на юге Среднего и на Южном Урале издревле жили башкиры — «уктус» в переводе с тюркского — «нет соли». По легенде башкиры, приезжая к русским за солью, часто вступали в стычки между собой. Потому на вопрос «тус барма?» (соль есть?), получали ответ: «тус йок» (соли нет). Башкирское «йок» со временем превратилось в «ук».
Впрочем, лингвист Матвеев А. К. в своём словаре признаёт обе версии неубедительными.

## История
Название «Уктус» существовало не менее двухсот лет, о чём свидетельствуют карты начала XVIII века и путеводители по Екатеринбургу XIX века. Первые изображения реки сделаны С. У. Ремезовым на картах 1684 и 1696 годов под названием «Уптуз». Большой интерес представляет описание реки её первоисследователем, членом Русского географического общества В. А. Рожковым (1896):
…Речка Уктусъ… начинается к югу от с. Горный Щит через слияние двух речек: Теплого ключа и Студеного. У села Горный Щит оба ключа сливаются и текут под названием Уктусъ… на север, принимая в себя слева два притока: Шиловку и Патрушиху. Постепенно расширяясь, …река Уктусъ вступает в село Уктусъ, а затем… впадает в реку Исеть у северного конца Нижнеисетского пруда.
Подмена названия произошла, по всей видимости, в начале 1930-х. В путеводителе 1928 года «По Советскому Уралу» (сост. А. А. Афиногенов и др.) река называется «Уктус», в путеводителе того же года (сост. К. Воронихин) — «Уктус (Патрушиха)». Вероятнее всего, в переименовании «виноваты» топографы тех лет, так как согласно их правилам предпочтение отдаётся более длинному водному потоку, каковым и является Патрушиха.
Уктуска — фактически «колыбель» Екатеринбурга: именно сюда, в её устье, в конце 1720 года на Уктусский завод прибыл первый начальник горных казённых заводов Урала В. Н. Татищев.

## Первые поселения
В 1681—1683 гг. Львом Поскочиным проводилась перепись Тобольского уезда. Согласно её итогам в Арамильской слободе насчитывалось 126 крестьянских дворов, в которых проживало 337 чел мужского пола. К этому времени в ведомстве Арамильской слободы кроме центрального поселения существовало семь деревень. В названиях всех деревень указаны реки, на берегах которых они находились, что позволяет надежно локализовать их географическое положение. В числе деревень Арамильской слободы показано и единственное в то время поселение на берегах Уктуса — «деревня Иктусова на речке Иктусе.» В ней было три двора. В двух жили братья Дементий (Демка) и Иван (Ивашко) Петровы дети Деменовы, уроженцы Соликамского уезда Обвинской волости Рождественского прихода, пришедшие в Арамильскую слободу в 1679/80 году. В третьем жил Фома (Фомка) Михайлов сын Вилесов, родившийся в той же волости в деревне Комарове и пришедший годом позже братьев Деменовых — в 1680/81 году.
Перепись 1695 года называет уже три деревни, стоявшие на берегах Уктуса.
Первая — «деревня Фомина на речке Уктусе. По мере от слободы до той деревни девять верст.» В деревне насчитывалось 34 двора, в четырёх из которых показаны Демка и Ивашко Петровы дети Деменевы и Фомка Михайлов сын Вилесов и его сын Ганка (Гаврила). Это позволяет уверенно сказать, что деревня Иктусова переписи 1682 года идентична деревне Фоминой 1695 года. Все четверо её старожилов показаны пришедшими «тому лет с пятнадцать».
У крестьян деревни Фоминой переписью 1695 года зафиксировано четыре мельницы; три из них — на речке Кылтыке (Катыке).
Время основания деревни, соответственно, ограничивается приходом Фомы Вилесова (1680/81 г.) и переписью 1682 года.
Основателями второй деревни были, вероятнее всего, братья Шиловы. В переписи 1695 года они возглавляют список, да и сама деревня позже именовалась Шиловой. Время основания деревни — между 1682 и 1695 годом. Более точную дату установить пока не удается.
В самых верховьях находилась третья уктусская деревня — «Деревня Зыкова на речке Уктусе. По мере до той деревни от слободы пять(!) верст.» Расстояние до слободы в пять верст — явная ошибка копирования (возможно, в подлиннике было «девять»). В деле следует обрыв, поэтому из описания деревни сохранилось только два двора:
- Прокопий (Пронка) Исаков сын Лехкой. «С Кунгуру, деревни Полетаевы, пришол в 1682/83-м году.»
- Козьма (Коземка) Федоров сын Заразилов. «Кайгородцкого уезду деревни Лоинской, … пришол в 1683/84-м году.»

У Прокопия Лехкого отмечена мельница. Сам Прокопий в переписи 1682 года обнаруживается в Арамильской слободе во дворе своего брата Матвея (Матюшки). При этом датой появления семьи назван 1676/77 год. Матвей Лехково выделялся тем, что единственный в Арамильской слободе платил подать «з железного плавленья», то есть был первым металлургом в окрестностях будущего Екатеринбурга. Наверняка и его брат имел отношение к этому промыслу. Большая разница в датах прихода может объясняться тем, что у Прокопия в переписи 1695 года указано время когда он отделился от брата в самостоятельное хозяйство.
Время возникновения деревни Зыковой также определяется между 1682 и 1695 годом.